# Heilige Geestkerk (Anderlecht)
De Heilige Geestkerk is een rooms-katholiek kerkgebouw te Anderlecht, gelegen aan het Martin Luther Kingplein 10.
Het betreft een modern, doosvormig kerkgebouw, waarvan de benedenmuren in breuksteen zijn uitgevoerd. Een bescheiden torentje, gesierd met een kruis, bevindt zich op het platte dak van het ingangsportaal.
Architect was Marc Dessauvage en het gebouw werd in 1956 gesticht.